# Pomnik Studenta w Katowicach
Pomnik Studenta w Katowicach (właśc. pomnik Studenta Uniwersytetu Śląskiego) − pomnik zlokalizowany przed rektoratem Uniwersytetu Śląskiego w Katowicach, przy ul. Bankowej 12.

## Opis
Z inicjatywą budowy pomnika wystąpiły władze Uniwersytetu Śląskiego i władze miasta Katowice. Projektantami monumentu są pracownicy Katedry Rzeźby Instytutu Sztuki Uniwersytetu Śląskiego w Cieszynie − prof. Jerzy Fober oraz prof. Andrzej Szarek. Pomnik odsłonięto 24 czerwca 2008. Docelowym usytuowaniem pomnika będzie fronton budowanej Biblioteki Akademickiej (CINiBA).
Rzeźba przedstawia uśmiechniętego młodzieńca z czworokątną czapką i nagim torsem, nawiązującego to starożytnego greckiego motywu kurosa. Pomnik ma wysokość około dwóch metrów. Wykonano go z brązu.